# Aleksander Cesarski

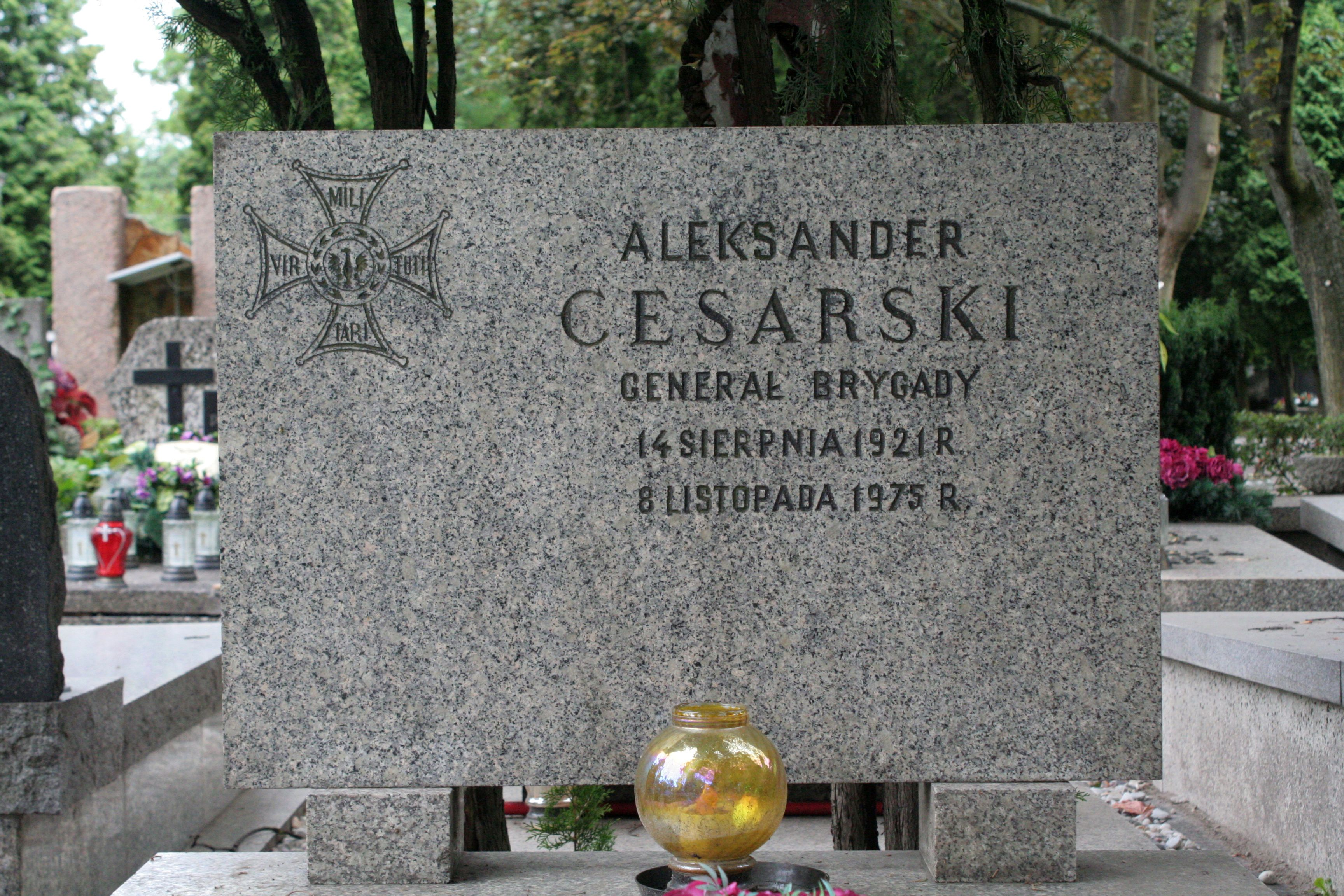
Grób Aleksandra Cesarskiego na cmentarzu Wojskowym na Powązkach

Aleksander Cesarski (ur. 14 sierpnia 1921 w Warszawie, zm. 8 listopada 1975 tamże) – generał brygady Wojska Polskiego.

## Życiorys
Syn działacza KPP, szewca-chałupnika Aleksandra. Podczas okupacji był aktywistą Stowarzyszenia Przyjaciół ZSRR, a później PPR i członkiem GL.
W czerwcu 1943, zdradzony przez kolegę, został aresztowany i uwięziony na Pawiaku, gdzie przebywał do lipca 1943.
W 1945 wstąpił do WP. Ukończył Centralną Szkołę Oficerów Polityczno-Wychowawczych. 28 marca 1947 uczestniczył w inspekcji wojskowej w Bieszczadach, podczas której śmierć poniósł generał Karol Świerczewski. Towarzyszył mu jako oficer do zleceń w jego ostatniej podróży inspekcyjnej, śmiertelnie rannego wyniósł z pola ostrzału. Został za ten czyn awansowany do stopnia majora.
Następnie był w służbie kwatermistrzostwa w Terenowej Obronie Przeciwlotniczej, gdzie został zastępcą komendanta głównego, a w końcu komendantem głównym. W okresie od 1957 do 30 lipca 1960 ukończył w systemie zaocznym studia w Akademii Sztabu Generalnego i w 1963 został awansowany na generała brygady. Jednocześnie w latach 1957–1960 studiował geografię gospodarczą na Wydziale Dyplomatyczno-Konsularnym Szkoły Głównej Służby Zagranicznej w Warszawie, gdzie uzyskał 31 sierpnia 1961 dyplom magistra geografii.
W 1970 przeniesiony w stan spoczynku, później pracował w Związku Inwalidów Wojennych.
Zmarł w Warszawie, pochowany na cmentarzu Wojskowym na Powązkach (kwatera D29-1-3).

## Awanse[6]
- podporucznik − 1945
- porucznik − 1946
- kapitan − 1946
- major − 1947
- podpułkownik − 1951
- pułkownik − 1956
- generał brygady − 1963

## Ordery i odznaczenia
- Order Sztandaru Pracy II klasy
- Krzyż Oficerski Orderu Odrodzenia Polski (1959)
- Krzyż Kawalerski Orderu Odrodzenia Polski (1954)
- Krzyż Srebrny Orderu Virtuti Militari
- Złoty Krzyż Zasługi (16 kwietnia 1947)[7]
- Krzyż Partyzancki
- Srebrny Krzyż Zasługi (1946)
- Srebrny Medal „Siły Zbrojne w Służbie Ojczyzny”
- Medal 10-lecia Polski Ludowej (15 stycznia 1955)[8]
- Medal „Za udział w walkach o Berlin”